# Cryptomela acutispora
Cryptomela acutispora är en svampart som beskrevs av J.F.H. Beyma 1933. Cryptomela acutispora ingår i släktet Cryptomela, divisionen sporsäcksvampar och riket svampar.   Inga underarter finns listade i Catalogue of Life.